# 布拉盖拉克
布拉盖拉克（法語：Bragayrac，法語發音：[bʁaɡeʁak]）是法国上加龙省的一个市镇，属于米雷区。

## 地理
布拉盖拉克（43°28'55"N, 1°4'11"E）面积8.25 平方千米，位于法国奧克西塔尼大區上加龙省，该省份为法国西南部内陆省份，西南端与西班牙接壤，自此顺时针与上比利牛斯省、热尔省、塔恩-加龙省、塔恩省、奥德省和阿列日省接壤。
与布拉盖拉克接壤的市镇（或旧市镇、城区）包括：圣托马、萨博内尔、圣富瓦-德佩罗利耶尔、萨维尼亚克-莫纳、塞斯萨韦斯。

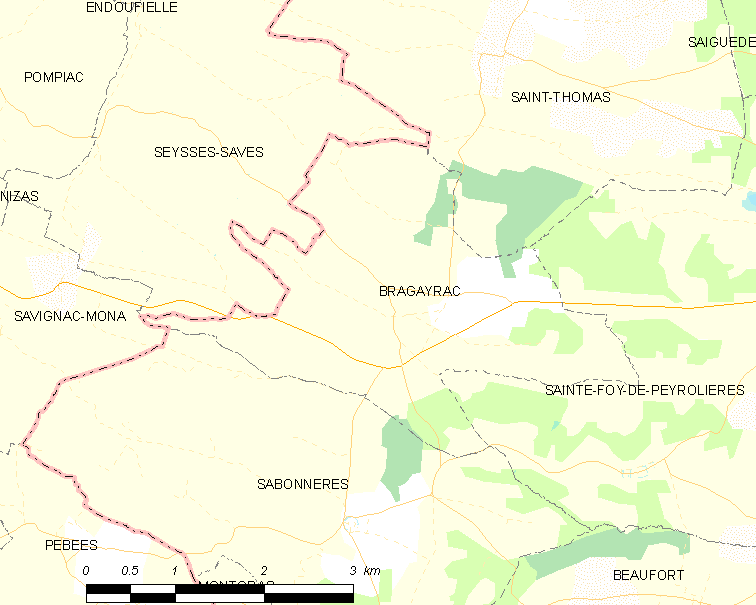
布拉盖拉克的OSM定位图

布拉盖拉克的时区为UTC+01:00、UTC+02:00（夏令时）。

## 行政
布拉盖拉克的邮政编码为31470，INSEE市镇编码为31087。

## 政治
布拉盖拉克所属的省级选区为图什河畔普莱桑斯县。

## 人口

1962-2008年间布拉盖拉克人口变化图示

布拉盖拉克于2022年1月1日时的人口数量为315人。